# Diagonal seca

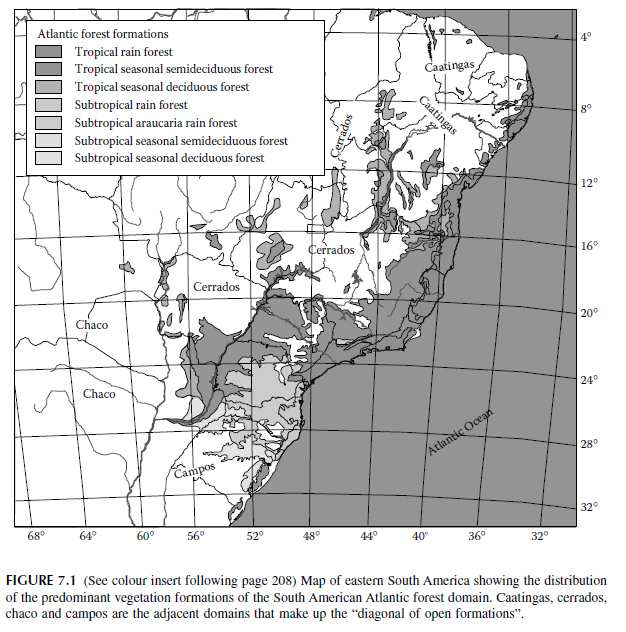
Mapa mostrando as regiões que compreendem a Caatinga, o Cerrado e o Chaco

A Diagonal Seca (Dry Diagonal - em inglês) é um termo que descreve o corredor de vegetação sazonalmente seca que se estende através da América do Sul, do nordeste do Brasil ao noroeste da Argentina e sudeste da Bolívia, causando o isolamento espacial, e até certo ponto florístico, das duas principais florestas pluviais do subcontinente, a Floresta Amazônica e a Mata Atlântica . Uma miríade de biomas se distribuem ao longo da diagonal, que fitogeograficamente tem sido sido agrupadas em três domínios: a Caatinga, o Cerrado e o Chaco. A Caatinga e o Chaco estão nos extremos nordeste e sudoeste da diagonal, respectivamente, e englobam principalmente biomas xerofíticos, com fatores abióticos que determinam sua extensão de natureza pluviométrica, enquanto o Cerrado, na porção central da diagonal, abriga principalmente biomas savânicos, com fatores abióticos de natureza edáfica. 
Diversos esquemas biogeográficos foram propostos no decorrer das últimas décadas tratando dos componentes bióticos endêmicos. As áreas foram originalmente definidas em termos fitofisionômicos, e depois caracterizadas quanto aos padrões de endemismo dos táxons. Tais esquemas são, porém, reduções da história, e sua validade como artifícios analíticos e pontos de partida para análises da coevolução biota-paisagem depende de uma compreensão abrangente a respeito da complexidade das histórias das biotas, suas particularidades e sobreposições.

## Origens Biogeomorfológicas
Muitos eventos geomorfológicos podem ter afetado, de forma diferente, a história das diversas linhagens. Em geral, a velha ideia de estabilidade biológica e geológica dos trópicos  tem sido substituída por uma visão de maior dinamismo histórico. Há hipóteses ecologicamente orientadas, como a hipótese de gradientes ecológicos, há hipóteses que lidam com a dinâmica dos rios  ; há aqueles que incorporam a história tectônica  ; ainda há outros que ligam os ciclos glaciais com alterações do nível do mar criando incursões marinhas ou lagos de água doce continentais ; e finalmente há a ideia de alterações climáticas que favorecem a formação de refúgios de florestas .
Todavia, para entendermos os padrões gerais de diversidade, precisamos compreender como a ecologia influencia padrões biogeográficos de larga escala, dentro e entre clados. Entretanto, esses eventos biogeográficos também são produtos dos processos ecológicos, e uma dicotomia entre explicações históricas e ecológicas é artificial.
Para lidar com importantes questões sobre a distribuição de linhagens e padrões globais de diversidade, é necessário adotar uma abordagem integradora. A biogeografia histórica pode, por meio do uso de cladogramas de área, responder questões evolutivas e ecológicas, distinguindo modos de especiação e reconstruindo padrões de arranjos de comunidades; a biologia filogenética táxon-orientada , usando ferramentas como os relógios moleculares, pode traçar associações entre eventos geológicos e eventos filogenéticos; a abordagem ecológica, por sua vez, considera os dois vieses anteriores para estudar a evolução de caracteres ecológicos, e a relação entre espécies dentro de uma comunidade.
A análise de diferentes grupos fornece informações distintas acerca das alterações passadas na paisagem, portanto, o mapeamento das distribuições dos diferentes táxons é fundamental para a definição das áreas de endemismo e análise das relações históricas, e é de extrema importância, primariamente, para a delimitação dos biomas.

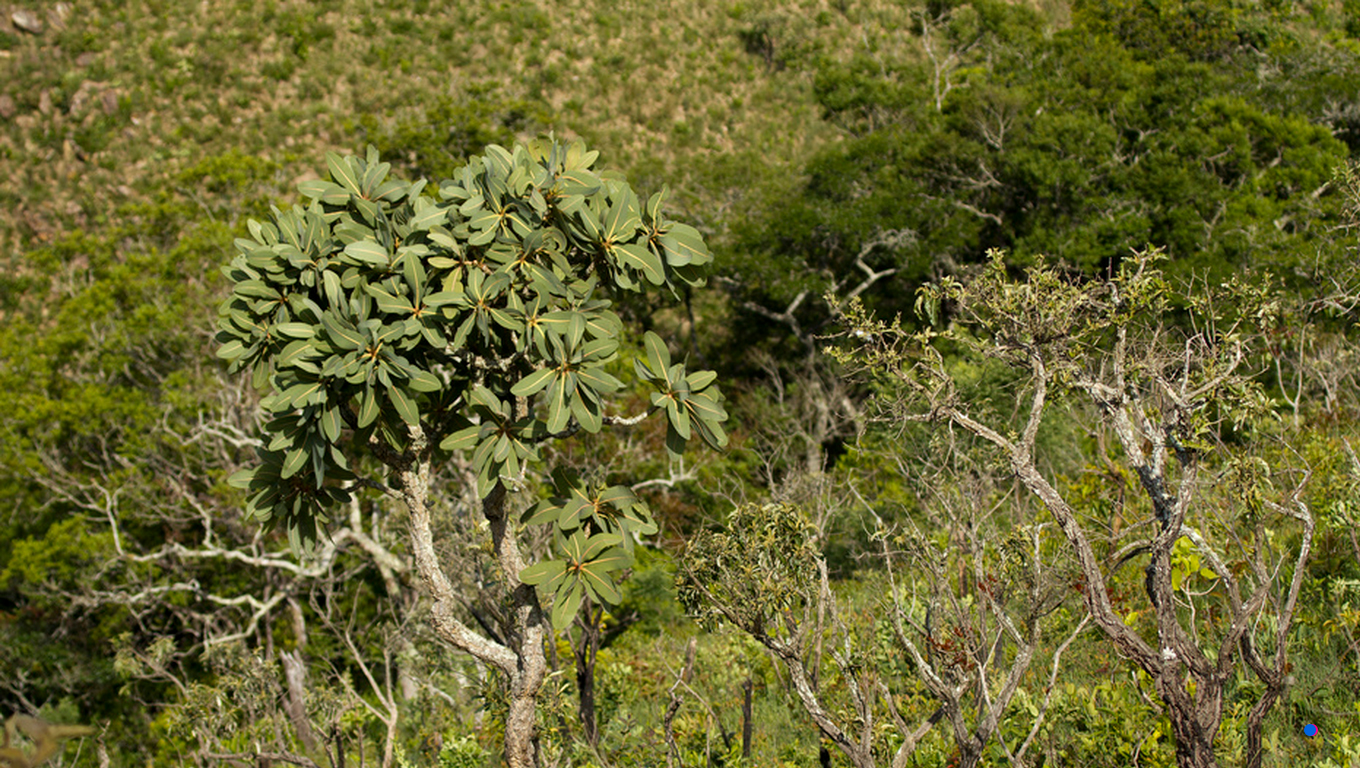
Kielmeyera coriacea em vegetação de cerrado

Exemplo disso foi o mapeamento de registros de espécies lenhosas que ocorrem na Caatinga.  A partir da distribuição do angico-branco (Anadenanthera colubrina) pode-se reconhecer um novo padrão biogeográfico, inicialmente chamado Arco Pleistocênico, dada sua possível origem associada aos eventos de mudanças climáticas nesse período. Reconheceram-se, então, três núcleos de ocorrência: a Caatinga, Missiones (acompanhando os rios Paraguai e Paraná, entre o nordeste da Argentina, sudeste do estado do Paraná e sudoeste do Mato Grosso do Sul) e Piemonte (florestas subandinas de Catamarca no noroeste da Argentina ao sudoeste da Bolívia).

A vegetação de savana na América do Sul é associada a Área Microfloral Mista, um conjunto paleovegetacional de áreas abertas e que esteve amplamente distribuído na porção sul do continente desde o final do Cretáceo. Esta área esteve sob condições climáticas temperadas e secas, em contraste com a paleoflora do norte do continente.

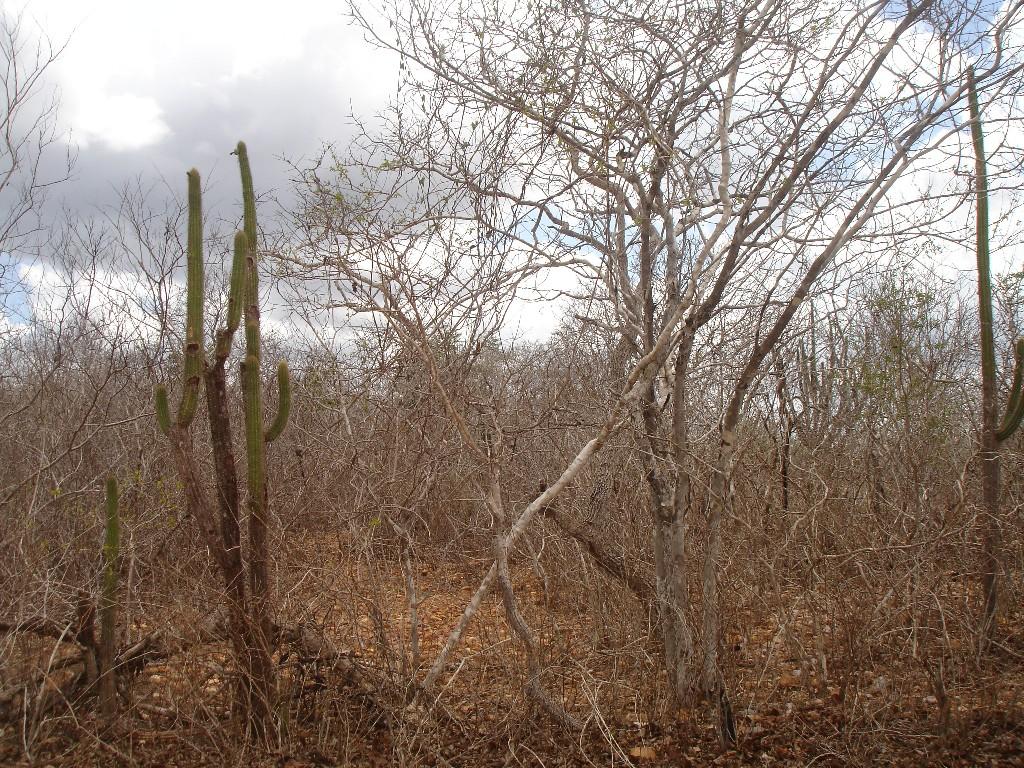
Vegetação Caducifólia na caatinga

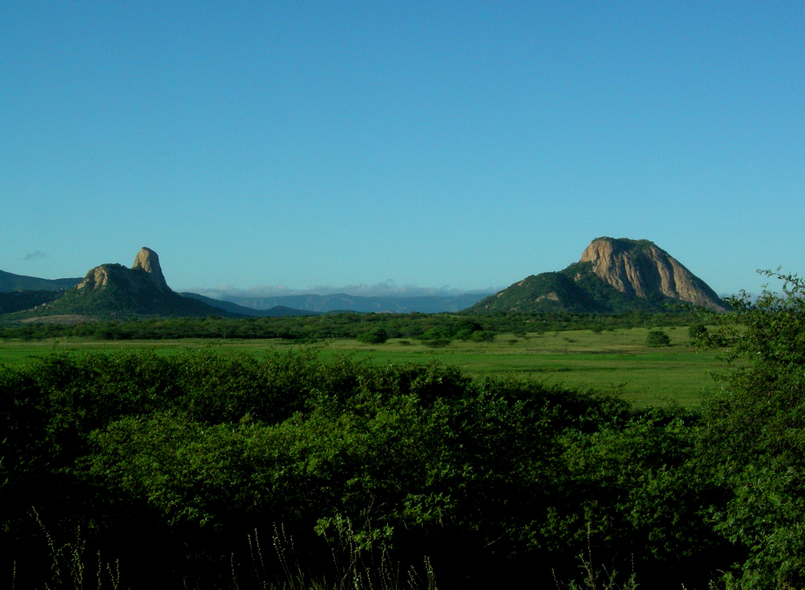
Caatinga pós período de chuva, evidenciando vegetações de brejo ao fundo

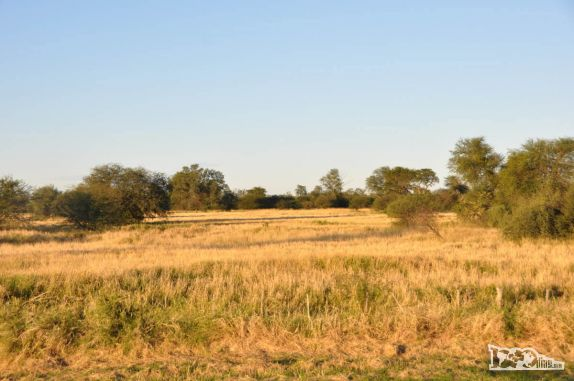
Campo savânico na região do Chaco

A partir do soergumento dos Andes, cerca de 3 a 2 maa, houve, como consequência, alterações no relevo da América do Sul que mudaram significativamente a configuração espacial de certos locais. A que conhecemos hoje, dos domínios savânicos, deve-se, principalmente, ao soerguimento do Planalto Central Brasileiro, que culminou com uma subsidência da região da
planície onde hoje se estabelece o Chaco, além de uma intensa desnudação no nordeste brasileiro, com o surgimento da formação sedimentar Barreiras. O Chaco, desta maneira, teria surgido como consequência desta subsidência. Já os atuais níveis altitudinais do cerrado, surgiram com o mesmo soerguimento do Planalto Central. Destaca-se que as características edáficas do cerrado estão relacionadas a eventos anteriores ao quaternário. Durante o final do cretáceo e primeira metade do oligoceno, o clima na região, onde encontra-se o cerrado, esteve mais úmido, o que ocasionou intemperizações nas rochas do local. Na segunda metade do oligoceno (28 maa), o clima tornou-se mais frio e seco, e uma sedimentação levou ao surgimento de solos profundos, como conhecemos hoje. A caatinga tem origem concomitante a do Cerrado, apenas em condições de maior aridez local. O soergimento do planalto central brasileiro, no final do terciário, deve ter determinado as condições mais secas para o Nordeste do Brasil. No entanto há registros de uma fauna relictual mais antiga associada às condições secas.
São relatados 4 períodos de glaciação, que sucedem diminuições na temperatura, nos níveis pluviométricos e alterações na paisagem, com a expansão das vegetações sazonalmente secas e retração das florestas pluviais. Mas as avaliações das mudanças ocorridas nos períodos glaciais na América do Sul tem se restringido ao último pico glacial, LGM (último máximo glacial), entorno de 20.000 anos atrás. Os eventos gerais climáticos que afetaram a América do Sul no final do Pleistoceno e Holoceno alteraram drasticamente a fauna da América do Sul. No LGM o clima predominante na América do Sul foi mais seco, enquanto no HCO (Holocene climatic optimum – clima ótimo do Holoceno, entre 5,000 e 9,000 anos atrás) era mais úmido. Na América do Sul, espaços abertos com gramíneas abundantes foram severamente reduzidos em áreas tropicais e subtropicais durante o HCO. Considerando-se que, em todo o mundo, o LGM do Pleistoceno superior foi mais seco do que é atualmente, associa-se o nosso máximo cenário de abertura vegetacional a esta fase.

## Características Físicas
O Cerrado se encontra majoritariamente sobre o Planalto Central Brasileiro, em locais com 500 a 1.200 metros de altitude; os solos são mais intensamente lixiviados, ácidos e mais pobres em nutrientes, em comparação com a Caatinga e o Chaco. A Caatinga e o Chaco correspondem a terras baixas sendo que a Caatinga em geral ocorre em depressões interplanálticas de solos rasos e pedregosos, sem ou com lençol freático de distribuição restrita. O Chaco se encontra em uma planície mais uniforme, correspondendo a uma bacia sedimentar de solos de sedimentos finos, profundos e compactados, quase sem rochas, o que dificulta a infiltração de água e deixa o lençol freático inacessível às raízes das plantas.
Levando em conta a pluviosidade, o Cerrado é o que apresenta os maiores valores pluviométricos, resultando na formação de dois pólos de aridez na diagonal seca. Se a pluviosidade for considerado fator ecológico chave para a distribuição das espécies, é importante evidenciar que alterações passadas, como o aumento da aridez nos períodos glaciais do Pleistoceno, influenciaram no seu padrão de distribuição. Muitos casos de disjunção entre a Caatinga e o Chaco são explicados dessa maneira. No entanto, as características do solo também influenciam a ocorrência de vegetação e, portanto, também influenciam na fauna. A Caatinga e o Cerrado são tipicamente tropicais, com temperaturas relativamente altas o ano todo. Porém o Chaco, possuindo clima subtropical, apresenta grande variação sazonal, possuindo um verão com as temperaturas mais altas do continente, enquanto que no inverno há ocorrências de geadas frequentes.
| Características       | Chaco                                                                    | Floresta Sazonalmente Seca            | Savana                                                     |
| Precipitação          | 450–1.200 mm/ano                                                         | Inferior 1.100 mm/ano                 | 800–2.200 mm/ano                                           |
| Vegetação             | Floresta de dossel aberto a fechado, intercaladas com Savanas ocasionais | Floresta de dossel aberto a fechado   | Savana aberta a arborizada                                 |
| Adaptações            | A salinidade e geada                                                     | À seca, escassez de gramíneas perenes | Ao fogo                                                    |
| Solo                  | Salino, às vezes, muito alcalino na profundidade, pH 8–9                 | Rasos, férteis e bem drenados, pH 6–7 | Profundos pobres, rico em Aℓ, bem drenados, pH ácido (~ 5) |
| Ciclo natural de fogo | Ocasionalmente                                                           | Ausente                               | Presente                                                   |
| Geada                 | Regular                                                                  | Ausente                               | Ausente                                                    |

Tabela gerada dados de Pennington et al. (2006)  adaptada por Lima et al. (2018).

## Vegetação
As Florestas Tropicais Secas (SDTFs) são florestas decíduas e semidecíduas que ocorrem em regiões com precipitação anual abaixo de 1600 mm e com uma estação seca bem definida . Elas são geralmente encontradas em solos moderadamente férteis, com pH equilibrado e baixos níveis de alumínio . Na Diagonal Seca, as SDTFs estão dispersas em meio a outras vegetações, como florestas ripárias, savanas e arbustais xerófilos, mostrando grande diversidade nessas áreas . Em uma definição ampla, arbustais xerófilos também são considerados SDTFs,  abrangendo desde florestas altas em áreas mais úmidas até áreas secas com cactos. A Caatinga é atualmente vista como o maior remanescente de SDTF na América do Sul . Apesar da variação de espécies entre as áreas de SDTF, há características comuns, como a alta diversidade de Fabaceae em quase todas as áreas, com exceção do Caribe, onde Myrtaceae predominam. As Cactaceae também são uma das famílias mais diversas nas SDTFs .
A savana (Cerrado) é um importante ponto de biodiversidade no mundo (em inglês hotspot), com muitas espécies únicas (endêmicas). No Brasil Central, as savanas cobrem uma área extensa, ocorrendo em regiões com estações secas no inverno e uma precipitação média anual de 1500 mm. Elas se desenvolvem em solos antigos, ácidos e pobres em nutrientes, com alta densidade de gramíneas C4, e são frequentemente afetadas por incêndios a cada 3-4 anos . A vegetação varia de campos com gramíneas densas, arbustos e poucas árvores espalhadas, até áreas mais arborizadas e quase florestadas .
O Chaco (Gran Chaco) é  caracterizado por florestas e bosques semiáridos que se estendem pelas planícies do nordeste da Argentina, oeste do Paraguai, sudeste da Bolívia e sudoeste do Brasil. Essa região apresenta uma estação seca durante o inverno e a primavera, com precipitação variando entre aproximadamente 1000 e 350 mm . Na borda oriental do Chaco, a estação seca é geralmente pouco significativa, mas sua duração aumenta à medida que se avança para o oeste. Como resultado, a vegetação do Chaco enfrenta baixa umidade do solo e geadas durante a estação seca, além de alagamentos e temperaturas extremamente altas durante parte da estação chuvosa.
Espécies vegetais mais comuns encontradas na Diagonal Seca:
| Família         | Espécie                                                  | Nome vernacular (popular)          |
| --------------- | -------------------------------------------------------- | ---------------------------------- |
| Annonaceae      | Annona coriacea Mart.                                    | araticum, marolinho                |
| Apocynaceae     | Mandevilla bahiensis (Woodson) M.F.Sales & Kin.-Gouv.    | -                                  |
| Apocynaceae     | Mandevilla moricandiana (A.DC.) Woodson                  | mandevila                          |
| Apocynaceae     | Mandevilla pycnantha (Steud.) Woodson                    | -                                  |
| Arecaceae       | Mauritia flexuosa L.f.                                   | buriti, caraná, buritirana, muriti |
| Asteraceae      | Lychnophora ericoides Mart.                              | arnica-brasileira                  |
| Bignoniaceae    | Handroanthus impetiginosus (Mart. ex DC.) Mattos         | ipê-roxo                           |
| Bignoniaceae    | Handroanthus ochraceus (Cham.) Mattos                    | ipê-do-cerrado                     |
| Bignoniaceae    | Handroanthus serratifolius (Vahl) S.Grose                | ipê-amarelo, pau-d'arco-amarelo    |
| Bignoniaceae    | Tabebuia aurea (Silva Manso) Benth. & Hook.f. ex S.Moore | caraiba, ipê-amarelo               |
| Bignoniaceae    | Tabebuia roseoalba (Ridl.) Sandwith                      | ipê-branco                         |
| Caryocaraceae   | Caryocar brasiliense Cambess.                            | pequi                              |
| Dilleniaceae    | Curatella americana Loefl.                               | cajueiro-bravo-do-campo            |
| Euphorbiaceae   | Manihot esculenta Crantz                                 | mandioca                           |
| Euphorbiaceae   | Manihot pruinosa Pohl                                    | -                                  |
| Fabaceae        | Dalbergia miscolobium Benth.                             | caviúna-do-cerrado                 |
| Fabaceae        | Hymenaea courbaril L.                                    | jatobá                             |
| Fabaceae        | Hymenaea stigonocarpa Mart. ex Hayne                     | jatobá-do-cerrado                  |
| Fabaceae        | Machaerium acutifolium Vogel                             | jacarandá-bico-de-pato             |
| Fabaceae        | Plathymenia reticulata Benth.                            | vinhático                          |
| Malpighiaceae   | Byrsonima coccolobifolia Kunth                           | murici, moressuma                  |
| Melastomataceae | Tibouchina papyrus (Pohl) Toledo                         | pau-papel, árvore-do-papel         |
| Moraceae        | Ficus bonijesulapensis R.M.Castro                        | gameleira                          |
| Myrtaceae       | Eugenia dysenterica (Mart.) DC.                          | cagaita, cagaiteira                |
| Orchidaceae     | Epidendrum cinnabarinum Salzm.                           | -                                  |
| Orchidaceae     | Epidendrum denticulatum Barb.Rodr.                       | -                                  |
| Orchidaceae     | Epidendrum secundum Jacq.                                | -                                  |
| Velloziaceae    | Vellozia hirsuta Goethart & Henrard                      | -                                  |
| Vochysiaceae    | Qualea multiflora Mart.                                  | pau-terra, cinzeiro                |
| Vochysiaceae    | Qualea parviflora Mart.                                  | pau-terra                          |

## Extinção da Megafauna de Mamíferos
Grande parte da radiação de linhagens de mamíferos que ocorreu durante o Pleistoceno-Holoceno deve-se à expansão de habitats herbáceos decorrente de climas mais secos. Com a posterior regressão destes habitats, derivado de umas mudança climática, houve extinção de grande parte das linhagens de mamíferos. 
Com as diferenças nos fatores climáticos que ocorreram durante o Pleistoceno-Oloceno, as paisagens da América mudaram de maneira diferente em relação a quantidade de biomassa herbácea, quando comparadas às paisagens savânicas africanas, por exemplo. Estas diferenças estão relacionadas principalmente com diferentes constituições do solo . Tais mudanças na fitofisionomia são uma provável explicação para a diferente composição de mamíferos nos dois continentes, principalmente em relação a megafauna, já que na África os ambientes continuaram savânicos, devido ao solo mais pobre, e nas savanas neotropicais o solo mais rico permitiu um acentuado surgimento de uma floresta mais densa (fator que colaborou para as extinções).